# Järnbörd

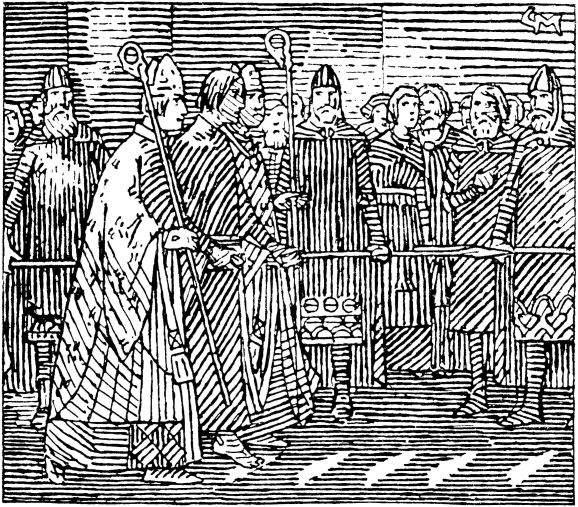
Harald Gille går över glödande järn. Teckning av Gerhard Munthe till Heimskringla.

Järnbörd, eller järnprov,  var under medeltiden  ett exempel på en lagfäst rättsprocess där en anklagad för att fria sig kunde underkasta sig en gudsdom. Principen var att en rättfärdig person genom gudomligt ingripande skulle klara att utstå vilken prövning som denne än utsattes för att bevisa sin oskuld. Det var etablerat att man inte behövde genomföra prövningen själv om man kunde hitta ett ombud, som var beredd att ta ens ställe.
Provet kunde utföras på flera sätt: Den anklagade kunde antingen tvingas gå nio steg med glödande järn i handen, eller med nakna fötter gå över tolv glödande plogbillar. Om hand eller fötter inte brännskadades blev den anklagade fri. Den norska drottningen Margareta Eriksdotter underkastade sig järnbörd då hon anklagades för att ha förgiftat sin styvson. Den man som genomförde prövningen åt henne brändes svårt och blev därefter dränkt, medan Margareta flydde till Sverige.
Änglarnas räddning av Lot undan den förintande elden över Sodom i Första Moseboken har bland annat fått legitimera järnprovet.